# New Town, Tasmanien
New Town är en förort till Hobart i Australien. Den ligger i kommunen Hobart och delstaten Tasmanien, i den sydöstra delen av landet, nära delstatshuvudstaden Hobart. Antalet invånare är 5 870.